# Conus encaustus
El Conus encaustus es una especie de caracol de mar, un molusco gasterópodo marino en la familia Conidae, los caracoles cono y sus aliados.
Al igual que todas las especies dentro del género Conus, estos caracoles son depredadores y venenosos.

## Descripción
El tamaño de la concha del adulto varía entre 21,1 mm y 35 mm. La espiral es decaída, estriada y coronada con tubérculos. El cuerpo espiral tiene distantes ranuras pinchadas, con más fuerza y está estrechamente estriado hacia la base. El color de la concha se ve empañado con color chocolate y ceniza, y rodeado de numerosas manchas de chocolate y blanco en las líneas. La apertura es púrpura.

## Distribución
Esta especie marina es endémica de las Islas Marquesas.